# Pygopristis denticulata
Pygopristis denticulata és una espècie de peix de la família dels caràcids i de l'ordre dels caraciformes.

## Morfologia
- Els mascles poden assolir 20 cm de llargària total.[5][6]

## Hàbitat
Viu en zones de clima tropical.

## Distribució geogràfica
Es troba a Sud-amèrica: conca del riu Orinoco, rius de les Guaianes i afluents del curs inferior del riu Amazones.

## Observacions
La seua dentadura pot causar greus mossegades als humans.